# Condado de Crittenden (Arkansas)
O Condado de Crittenden é um dos 75 condados do estado americano do Arkansas. Sua sede de condado é Marion. Sua população é de 50 886 habitantes.